# Radomierzyce (gromada)
Radomierzyce – dawna gromada, czyli najmniejsza jednostka podziału terytorialnego Polskiej Rzeczypospolitej Ludowej w latach 1954–1972.
Gromady, z gromadzkimi radami narodowymi (GRN) jako organami władzy najniższego stopnia na wsi, funkcjonowały od reformy reorganizującej administrację wiejską przeprowadzonej jesienią 1954 do momentu ich zniesienia z dniem 1 stycznia 1973, tym samym wypierając organizację gminną w latach 1954–1972.
Gromadę Radomierzyce z siedzibą GRN w Radomierzycach utworzono 1 stycznia 1960 w powiecie zgorzeleckim w woj. wrocławskim z głównych części obszarów zniesionych gromad: Ręczyn (wsie Ręczyn, Spytków, Kostrzyna, Radomierzyce i Niedów) i Osiek Łużycki (wsie Osiek Łużycki, Koźlice, Koźmin i Łomnica oraz kolonia Granice) w tymże powiecie. Dla gromady ustalono 18 członków gromadzkiej rady narodowej.
Gromada przetrwała do końca 1972 roku, czyli do kolejnej reformy gminnej.